# La Flachère
La Flachère är en kommun i departementet Isère i regionen Auvergne-Rhône-Alpes i sydöstra Frankrike. Kommunen ligger i kantonen Le Touvet som tillhör arrondissementet Grenoble. År 2022 hade La Flachère 456 invånare.

## Befolkningsutveckling
Antalet invånare i kommunen La Flachère
Referens:INSEE